# Tom Keene (Musiker)
Thomas Oliver Keene (* 1943 in Vancouver; auch: Thomas O. Keene) ist ein kanadischer Musiker, Arrangeur und Musikproduzent aus den Vereinigten Staaten. 

## Leben
Zehn Jahre lang studierte Klavier am The Royal Conservatory of Music in Toronto. Nachdem er 1968 in die USA ausgewandert war, studierte er außerdem Komposition und Orchestrierung an der Biola University in La Mirada, Kalifornien. 
In seinen frühen Zwanzigern erhielt Tom Keene schließlich erste Anrufe von diversen Studios Hollywoods. In den folgenden Jahren trat Tom Keen in Fernsehshows und weltweiten Konzerttourneen auf. Er spielte Filmmusik ein und arbeitete für Sänger wie Glen Campbell, Ray Charles, Chuck Berry und Barry White bis hin zu internationalen Künstlern wie dem African Children’s Choir und London Philharmonic Orchestra. Trotzdem fand sich Tom Keene vor allem der Produktion christlicher Musik verpflichtet und arbeitete so im Laufe der Jahre für zahlreiche Gospelsänger und -musiker wie Andraé Crouch, The Winans, Oak Ridge Boys und Phil Keaggy bis hin zu 600 Rekordingsessions jährlich.
In Deutschland wurde Tom Keene in den 1980er Jahren durch seine Zusammenarbeit mit Klaus Heizmann bekannt. In den 90ern veröffentlichte er dann eine eigene Instrumentalreihe mit bekannten Liedern deutscher Komponisten und Liedermacher christlicher Musik wie Siegfried Fietz, Manfred Siebald oder Margret Birkenfeld.
Tom Keene ist verheiratet mit Jackie und lebt in Los Angeles.

## Diskografie

### Veröffentlichungen in Deutschland

#### Studioalben
| Jahr | Titel                                                                   | Label        |
| ---- | ----------------------------------------------------------------------- | ------------ |
| 1991 | Gloria Die schönsten Advents- und Weihnachtslieder                      | Gerth Medien |
| 1992 | Staunen Instrumentalbearbeitungen beliebter Lieder von Manfred Siebald  | Gerth Medien |
| 1992 | Halleluja Die schönsten Anbetungslieder instrumental                    | Gerth Medien |
| 1993 | Hoffnung Instrumentalbearbeitungen beliebter Lieder von Peter Strauch   | Gerth Medien |
| 1994 | Geborgen Instrumentalbearbeitungen beliebter Lieder von Siegfried Fietz | Gerth Medien |
| 1995 | Hosianna Die schönsten Anbetungslieder instrumental                     | Gerth Medien |
| 1996 | Freude Instrumentalbearbeitungen beliebter Lieder von Gerhard Schnitter | Gerth Medien |
| 1996 | Gnade Instrumentalbearbeitungen beliebter Lieder von Margret Birkenfeld | Gerth Medien |

#### Kompilationen
| Jahr | Titel                              | Label        | Anmerkungen                                                                    |
| ---- | ---------------------------------- | ------------ | ------------------------------------------------------------------------------ |
| 2000 | Die schönsten Melodien zum Träumen | Gerth Medien | Nachauflage 2015 unter Titel Die Herrlichkeit des Herrn: Melodien zum Träumen. |